# Pod Obecním kopcem
Pod Obecním kopcem je přírodní památka vyhlášená dne 31. prosince 2013 Krajským úřadem ve Zlíně. Její rozloha je 5,1997 ha, její kód je 5822 a prostírá se v nadmořské výšce 480–560 metrů. Chráněné území leží 3,2 km severovýchodně od obce Lukoveček, do jehož katastrálního území spadá. Nachází se v Hostýnských vrších.
Jde o lesní porost květnaté bučiny s pěnovcovým prameništěm na svahu orientovaném na severozápad.

## Geologie a půdy
Geologický podklad tvoří hrubozrnné pískovce až polymiktní slepence lukovských vrstev (paleocén) svrchního soláňského souvrství račanské jednotky magurského příkrovu ve flyšovém pásmu Západních Karpat. Přítomnost vápnitých vrstev v podloží umožnila vznik několika lesních pěnovcových pramenišť. 
Převažujícím půdním typem jsou kambizemě, v okolí potoků a pramenišť pseudoglejové kambizemě až pseudogleje.

## Flóra
V lesní vegetaci přírodní památky dominují společenstva květnatých bučin různé věkové, druhové i prostorové struktury. Ve stromovém patře převažuje buk lesní (Fagus sylvatica), v příměsi je zastoupena celá řada dřevin, např. jedle bělokorá (Abies alba), lípa srdčitá (Tilia cordata), dub zimní (Quercus petraea), habr obecný (Carpinus betulus), javor klen (Acer pseudoplatanus), bříza bělokorá (Betula pendula), jasan ztepilý (Fraxinus excelsior), ale i smrk ztepilý (Picea abies) a modřín opadavý (Larix decidua). 
Vegetace v okolí pramenišť je druhově poměrně chudá, dominuje v ní sítina rozkladitá (Juncus effusus) a devětsil bílý (Petasites albus).

## Fauna
Podrobný zoologický průzkum zde dosud nebyl proveden.

## Ochrana přírody
Předmětem ochrany jsou čtyři menší lesní pěnovcová prameniště o celkové ploše 0,8602 ha. U jednoho z pramenišť je výsadba smrku ztepilého (Picea abies) se stářím do 15 let, roste zde bohatě zmlazující olše lepkavá (Alnus glutinosa) a buk lesní (Fagus sylvatica).
Zbytek území o ploše 4,3395 ha zabírá květnatá bučina, svaz (Dentario enneaphylli-Fagetum), která je hospodářským lesem.
Území maloplošného zvláště chráněného území Pod Obecním kopcem je celé součástí chráněného území Natura 2000 evropsky významné lokality Ondřejovska. To bylo vyhlášeno 15. dubna 2005 Krajským úřadem Zlínského kraje na ploše 298,0803 ha.